# Sahms
Sahms est une commune allemande du Schleswig-Holstein, située dans l'arrondissement du duché de Lauenbourg (Kreis Herzogtum Lauenburg), à quatre kilomètres au nord-est de la ville de Schwarzenbek. Sahms fait partie de l'Amt Schwarzenbek-Land (« pays de Schwarzenbek ») qui regroupe 19 communes autour de Schwarzenbek.